# Трапп, Макс
Герман Эмиль Альфред Макс Трапп (нем. Hermann Emil Alfred Max Trapp; 1 ноября 1887, Берлин — 31 мая 1971, Берлин) — немецкий композитор и педагог.
Окончил Берлинскую Высшую школу музыки, ученик Эрнста фон Донаньи и Павла Юона. Некоторое время концертировал как пианист, с 1916 г. вёл фортепианный класс в Консерватории Бенды в Шарлоттенбурге (сменив в этой должности Вальтера Майер-Радона), в 1920—1934 гг. преподавал в Берлинской Высшей школе музыки (с 1926 г. профессор), среди его учеников Софи Кармен Экхардт-Граматте, Йозеф Таль, Сабуро Морои. В 1929 г. был избран в Прусскую академию искусств.
В 1932 г. вступил в Союз борьбы за немецкую культуру и в НСДАП, в 1933 г. опубликовал в журнале «Die Musik» программную пронацистскую статью «Призыв к творцам» (нем. Appell an die Schaffenden). Пользовался широким признанием в Третьем Рейхе, был удостоен ряда крупных музыкальных премий. Вплоть до 1944 года занимал различные руководящие должности в немецких музыкальных институциях.
В послевоенные годы некоторое время продолжал преподавать, однако редко оказывался в центре внимания музыкальной общественности и слушателей. К 80-летию Траппа Ойген Йохум исполнил одну из его симфоний.
Творчество Траппа сформировалось под влиянием Рихарда Штрауса и Макса Регера и на всём своём протяжении носило позднеромантический характер, иногда уклоняясь в сторону неоклассики. К его важнейшим сочинениям принадлежат фортепианный концерт (1931), записанный в 1935 году Вальтером Гизекингом и Оркестром Концертгебау под управлением Виллема Менгельберга, и Симфония № 2 (1922), впервые исполненная 26 октября 1922 года Оркестром Гевандхауса под управлением Вильгельма Фуртвенглера и записанная в 1944 г. Берлинским филармоническим оркестром под управлением Германа Абендрота. В целом наследие Траппа включает семь симфоний, два концерта для оркестра, концерты для скрипки и для виолончели с оркестром, музыку к трагедии Шекспира «Тимон Афинский», многочисленные камерные сочинения.